# Rufipenne nabouroup
Onychognathus nabouroup
Espèce
Statut de conservation UICN

 LC  : Préoccupation mineure
Le Rufipenne nabouroup (Onychognathus nabouroup) est une espèce d'oiseaux qui, comme toutes les rufipennes, appartient à la famille des Sturnidae.

## Description

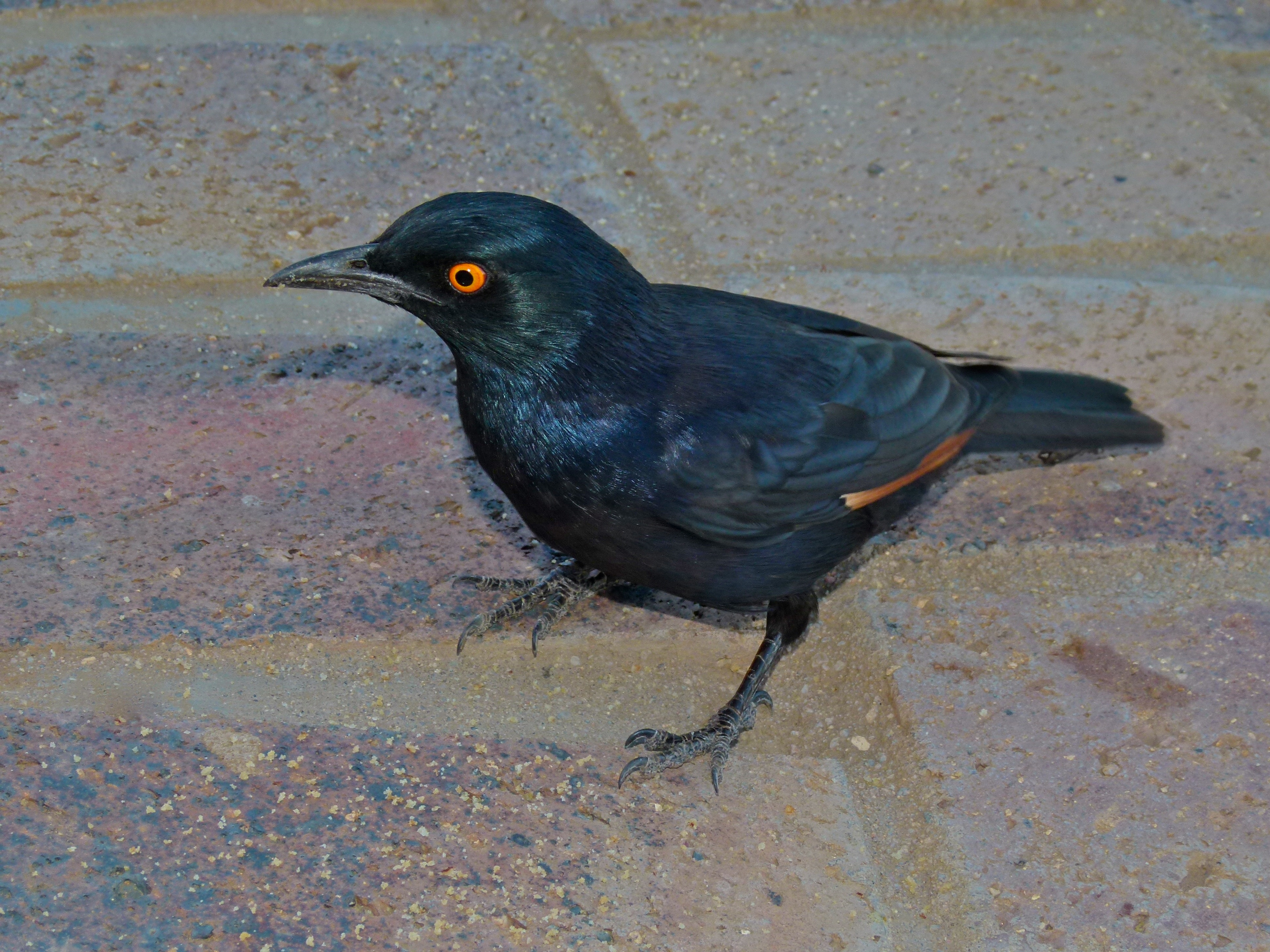
Rufipenne nabouroup (Parc national des Chutes d'Augrabies, Afrique du Sud)

Cet oiseau présente un plumage noir métallique.